# Thierry Noir

Segmento del Muro di Berlino a New York

Thierry Noir (Lione, 3 giugno 1958) è un pittore e writer francese.

## Biografia

### Giovinezza
Thierry Noir è nato nel 1958 a Lione, in Francia. Si trasferisce a Berlino nel gennaio 1982, attratto dalla musica di David Bowie e Iggy Pop, che vivevano a Berlino Ovest in quel periodo. Viveva in una casa occupata abusivamente a Mariannenplatz, nei pressi del muro di Berlino.

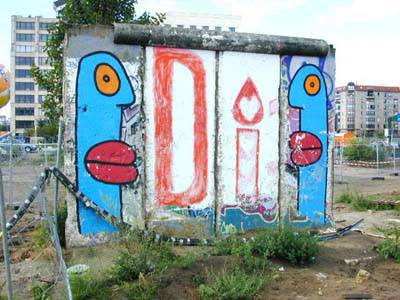
Un omaggio a Lady Diana, dipinto su un pezzo del Muro di Berlino (1998)

### Il muro
Nel mese di aprile 1984 Noir e Christophe-Emmanuel Bouchet iniziano a dipingere il muro di Berlino, finendo per dipingerne un chilometro. Relativamente al dipingere il muro in quel momento storico ha dichiarato: "Ho deciso spontaneamente di iniziare a dipingere qualcosa sul muro. Ho ricevuto migliaia di domande. Tutti volevano sapere qualcosa su questo, perché era una novità e non c'erano grandi dipinti sul muro."
Tra il 1984 e la caduta del muro di Berlino molti altri artisti hanno dipinto il muro, tra cui Keith Haring, Kiddy Cidny e Indiano.
Parte delle opere dipinte sul muro da Noir possono essere viste nel film  "Il cielo sopra Berlino" di Wim Wenders del 1987.
Nel 1992 il muro di Berlino è stato dichiarato monumento storico.
Nel 2000 Noir è stato descritto nel documentario tedesco "Nach Dem Fall" ( "Dopo la caduta"), in cui ha discusso la sua arte e l'importanza del muro a Berlino a solo un decennio dopo la caduta.
Nel 2009, Noir ha fatto parte di una iniziativa del governo locale per ripristinare 1300 metri del muro per affrontare i problemi causati negli anni da atti di vandalismo, deterioramento dovuto al tempo, e furti. Come parte di questa iniziativa Noir ha ridipinto alcune delle sue opere originali.
Sempre nel 2009, in occasione del ventesimo anniversario della caduta del muro di Berlino, dieci sezioni originali del muro, tra cui opere di Noir, sono stati esposti a Los Angeles come parte del "The Wall Project" del Wende Museum. Inoltre, Noir e artisti locali, come Shepard Fairey e Kent Twitchell, sono stati incaricati di creare nuove opere da visualizzare accanto ai pezzi originali del Muro di Berlino.
Nel dicembre del 2013, durante l'"Art Basel Fair" di Miami, Thierry Noir ha ridipinto quattro segmenti del muro di Berlino. I segmenti del muro, insieme a diverse altre opere di Noir, sono ora nella collezione d'arte pubblica del distretto di Ironside.

### Commissioni
Nei primi mesi del 2013 Noir ha dipinto un grande murale insieme all'artista di strada londinese Stik sul muro del Village Underground di Shoreditch a Londra, organizzato dalla London Street Art.
Sempre nel 2013 Noir ha partecipato a "Baroque the Streets", una mostra collaborativa organizzata dalla Dulwich Picture Gallery e dalla London Street Art. Noir ha dipinto nel Dulwich Park un murale del capolavoro barocco di Giambattista Tiepolo intitolato "Giuseppe riceve l'anello del Faraone" del 1735.

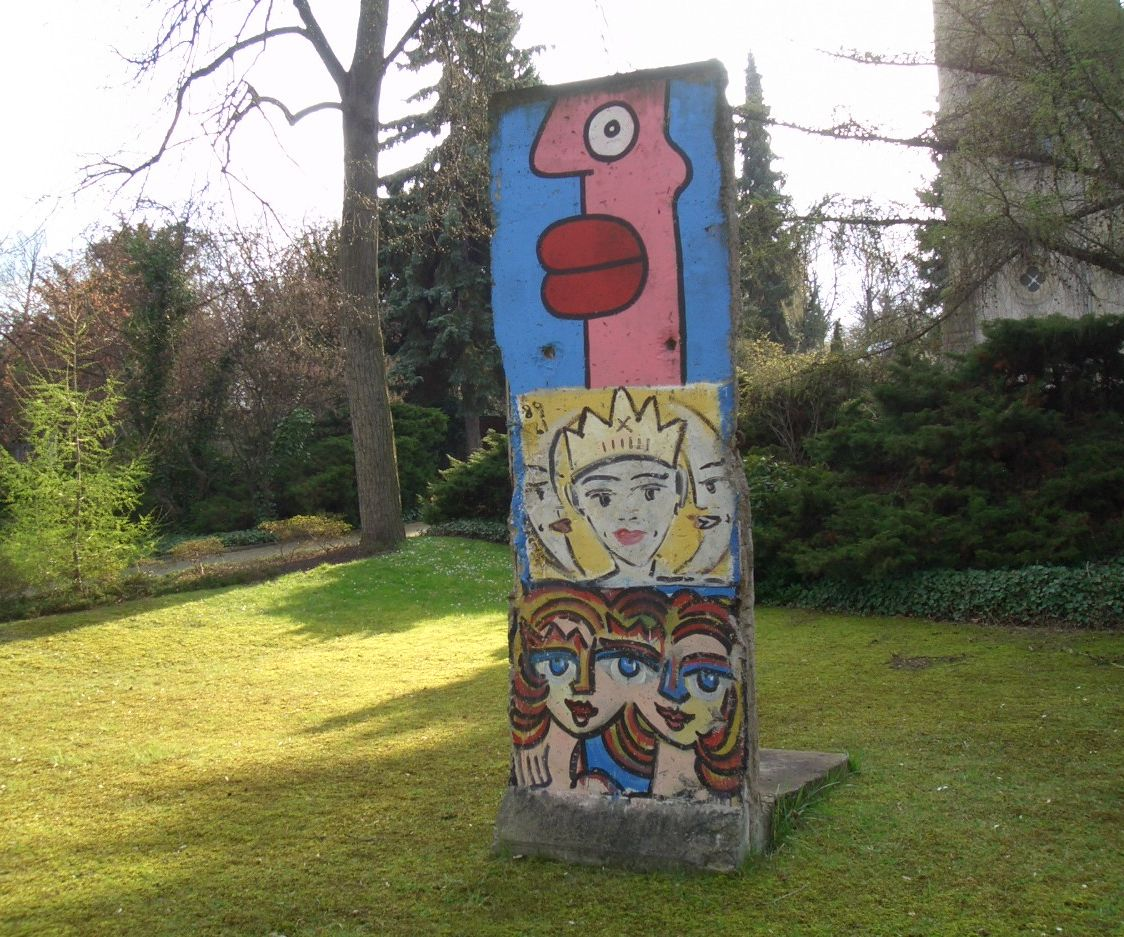
Commissione di tre parti per il cimitero di Berlino: Thierry Noir (sezione superiore), Kiddy Citny and Christophe-Emmanuel Bouchet

### Mostre
La prima mostra solista di Thierry Noir ha avuto luogo presso la Howard Griffin Gallery a Shoreditch (Londra), nell'aprile 2014.
Tra ottobre e novembre 2014, Howard Griffin ha organizzato a Los Angeles la mostra "Thierry Noir: The Los Angeles Retrospective".
In concomitanza con la retrospettiva a Los Angeles, Noir ha dipinto un murale commemorativo lungo cento metri sulla South Spring Street come un dono per la città di Los Angeles, in riconoscimento del primo mezzo secolo di gemellaggio tra le città di Berlino e Los Angeles. Il murale ricorda il 25º anniversario della caduta del muro di Berlino, celebrato il 9 novembre. Nella stessa occasione, Thierry Noir ha donato un dipinto al Consolato tedesco negli Stati Uniti.

### Eredità
Tracce del lavoro di Noir sono ancora visibili sull muro della East Side Gallery, probabilmente la più grande galleria a cielo aperto del mondo. Vi è anche un esempio del suo lavoro su una parete a New York, in un cortile sulla 53ª tra la Madison e la 5th Avenue.
I dipinti di Thierry Noir sono diventati un simbolo di libertà ritrovata dopo la riunificazione tedesca e la fine della guerra fredda.
Gli U2, nel 1991, hanno utilizzato le foto dei lavori di Noir come copertina del loro album "Achtung Baby". L'album comprende canzoni, come "Zoo Station", che hanno temi ispirati alla caduta del muro e dei cambiamenti in atto in Europa alla fine della guerra fredda.

### Beneficenza
In supporto di un'organizzazione a sostegno dell'infanzia, nota in Germania, Noir ha disegnato un orsetto che è stato chiamato "Teddy Noir".